# Јангђанг
Јангђанг (阳江) град је Кини у покрајини Гуангдонг. Према процени из 2009. у граду је живело 434.905 становника.

## Становништво
Према процени, у граду је 2009. живело 434.905 становника.
| 1990.   | 2000.   | 2009    |
| ------- | ------- | ------- |
| 258.826 | 348.953 | 434.905 |